# Cao Shuo
Cao Shuo (chinesisch 曹 碩 / 曹 硕, Pinyin Cáo Shuò; * 8. Oktober 1991 in Baoding) ist ein chinesischer Dreispringer.

## Sportliche Laufbahn
Erste internationale Erfahrungen sammelte Cao Shuo bei den Juniorenasienmeisterschaften 2010 in Hanoi, bei denen er mit windunterstützten 16,84 m die Goldmedaille gewann. Anschließend nahm er an den Asienspielen in Guangzhou teil und gewann dort mit einem Sprung auf 16,84 m die Bronzemedaille hinter seinem Landsmann Li Yanxi und Jewgeni Ektow aus Kasachstan. 2012 holte er Silber bei den Hallenasienmeisterschaften in Hangzhou mit chinesischem Landesrekord von 17,01 m hinter seinem weitengleichen Landsmann Dong Bin. Er qualifizierte sich damit für die Olympischen Spiele in London, bei denen er mit 16,27 m in der Qualifikation ausschied. 2013 siegte er mit 16,77 m bei den Asienmeisterschaften in Pune und gewann Silber bei den Ostasienspielen in Tianjin. Im Jahr darauf wurde er mit 16,55 m Siebter bei den Hallenweltmeisterschaften in Sopot, Fünfter beim Leichtathletik-Continental-Cup in Marrakesch und siegte bei den Asienspielen im südkoreanischen Incheon mit 17,30 m.
2015 gewann er bei den Asienmeisterschaften in Wuhan mit 16,77 m die Silbermedaille hinter dem Südkoreaner Kim Deok-hyeon und qualifizierte sich damit erstmals für die Weltmeisterschaften in Peking, bei denen er mit 16,66 m in der Qualifikation ausschied. 2016 folgte ein fünfter Platz bei den Hallenasienmeisterschaften in Doha mit 15,76 m sowie Platz vier bei den Olympischen Spielen in Rio de Janeiro, bei denen er im Finale auf 17,13 m gelangte. Nachdem er 2017 an keinen internationalen Meisterschaften teilgenommen hatte, gewann er bei den Asienspielen 2018 in Jakarta mit 16,56 m die Bronzemedaille hinter dem Inder Arpinder Singh und Ruslan Qurbonov aus Usbekistan.
2009 und 2012 wurde Cao Chinesischer Meister im Dreisprung.

## Persönliche Bestleistungen
- Dreisprung: 17,35 m (+0,3 m/s), 14. April 2012 in Zhaoqing
  - Dreisprung (Halle): 17,01 m, 19. Februar 2012 in Hangzhou